# Филипович Віктор Михайлович
Филипович Віктор Михайлович (20 жовтня 1894, с. Межигірка, Шполянський район, Черкаська область — † 20 лютого 1956) — полковник Армії УНР.

## Життєпис
Закінчив Колегію Павла Галагана у Києві, Костянтинівське артилерійське училище (10 серпня 1915).
У складі 4-ї артилерійської бригади брав участь у Першій світовій війні. Був нагороджений орденом Святого Георгія IV ступеня. Останнє звання у російській армії — штабс-капітан.

### В Армії УНР
З 6 грудня 1917 командир 1-го дивізіону Січової Запорізької гарматної бригади 2-го Січового Запорізького корпусу військ Центральної Ради, з 6 березня 1918 вартовий старшина Військового міністерства УНР.
З 28 березня 1918 ад'ютант товариша військового міністра УНР (згодом — Української Держави), з 17 грудня 1918 ад'ютант командувача Осадного корпусу військ Директорії.
З січня 1920 командир 11-ї батареї 5-го гарматного полку Січових стрільців Дієвої армії УНР. У грудні 1919 року — був інтернований польською владою у Рівному. З 18 серпня 1920 року — командир 16-го гарматного куреня 6-ї гарматної бригади 6-ї Січової стрілецької дивізії Армії УНР.
У 1920 — 1930-х жив на еміграції у Польщі. Пізніше емігрував до США. Помер 20 лютого 1956.